# Фернандес, Леандро Мигель
Леа́ндро Миге́ль Ферна́ндес (исп. Leandro Miguel Fernández; 12 марта 1991 года, Санта-Фе) — аргентинский футболист, нападающий клуба «Универсидад де Чили».

## Биография
Леандро Фернандес — воспитанник школы «Дефенсы и Хустисии». В основном составе этого клуба дебютировал в 2009 году. 23 мая в игре Примеры B Насьональ он на 74-й минуте вышел на замену Доминго Саласару. Команда Фернандеса уступила в гостях «Тиро Федералю» со счётом 1:2.
В начале 2012 года покинул «Дефенсу» и полгода на правах аренды провёл в мексиканской «Тихуане». В середине года вернулся на родину, где присоединился к «Феррокарриль Оэсте». После возвращения из аренды успел сыграть один матч за «Дефенсу и Хустисию», выйдя 18 августа 2013 года на замену в домашней игре против «Боки Унидос» (2:0). Примечательно, что в заявке на эту игру был младший брат Леандро Бриан Фернандес, начавший играть за основу этой команды в 2012 году. Однако в тот день Бриан на поле не появился.
2 января 2014 года Леандро Фернандес в третий раз отправился в аренду, став игроком гватемальского «Комуникасьонеса». Проведя в этой команде полгода, Фернандес помог «кремовым» выиграть чемпионат страны (Клаусуру). 1 июля 2014 года Фернандес перешёл в «Годой-Крус». Наиболее успешным для нападающего сезоном стал «длинный» чемпионат Аргентины 2015 года. Лео забил в ворота соперников 15 мячей, став вторым в списке лучших бомбардиров первенства.
С января 2016 года Леандро Фернандес выступал за «Индепендьенте». Лео не всегда играл в основном составе, но периодически забивал важные голы. В частности, именно его гол 25 ноября 2017 года позволил «красным дьяволам» праздновать победу в Класико с «Расингом» (1:0). В декабре того де года Фернандес вместе со своей командой завоевал Южноамериканский кубок. В финальных играх против бразильского «Фламенго» Лео на поле не появлялся, но на предыдущих стадиях в семи матчах забил четыре гола, что лишь на один меньше, чем у тройки лучших бомбардиров розыгрыша, а также лучший показатель среди игроков «Индепендьенте» (вместе с Эммануэлем Джильотти).
В 2019 году на правах аренды выступал за «Велес Сарсфилд». В сентябре 2020 года в качестве свободного агента перешёл в бразильский «Интернасьонал».

## Титулы и достижения
- Чемпион Гватемалы (1): Клаусура 2014
- Вице-чемпион Бразилии (1): 2020
- Вице-чемпион Уругвая (1): 2021
- Обладатель Суперкубка Уругвая (1): 2021
- Обладатель Южноамериканского кубка (1): 2017
- Обладатель Кубка банка Суруга (1): 2018